# Plymouth Moor View (circonscription britannique)
Circonscription parlementaire de la Chambre des communes
La circonscription de Plymouth Moor View est une circonscription située dans le Devon.
Elle est représentée à la Chambre des communes du Parlement britannique depuis 2024 par Fred Thomas du Parti travailliste.

## Géographie
La circonscription comprend :
- La partie nord de la ville de Plymouth

## Députés
Les Members of Parliament (MPs) de la circonscription sont :
| Législature                                                       | Années        | Député | Député         | Parti               |
| ----------------------------------------------------------------- | ------------- | ------ | -------------- | ------------------- |
| Plymouth Moor View issue de Plymouth Devonport et Plymouth Sutton |               |        |                |                     |
| 55e                                                               | 2010–2015     |        | Alison Seabeck | Libéraux-démocrates |
| 56e                                                               | 2015–2017     |        | Johnny Mercer  | Conservateur        |
| 57e                                                               | 2017–2019     |        | Johnny Mercer  | Conservateur        |
| 58e                                                               | 2019–2024     |        | Johnny Mercer  | Conservateur        |
| 59e                                                               | 2024–en cours |        | Fred Thomas    | Travailliste        |